# Charles du Fay

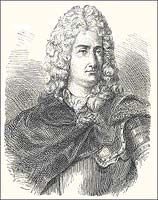
Charles du Fay

Charles François de Cisternay du Fay, achternaam ook wel gespeld als Dufay (Parijs, 14 september 1698 – aldaar, 16 juli 1739), was een Franse scheikundige en toezichthouder van Jardin des Plantes, de koninklijke tuinen van Frankrijk.
In 1734 gaf hij aan dat er twee soorten elektriciteit bestaan:
- De glasachtige elektriciteit die ontstaat door wrijving van glas, kwarts of edelstenen
- De harsachtige elektriciteit die ontstaat door wrijving van barnsteen, hars en lak.

Hij voegde hieraan toe dat een lichaam geladen met glasachtige elektriciteit alle lichamen afstoot met glasachtige elektriciteit en lichamen aantrekt met harsachtige elektriciteit, en andersom. Bovendien toonde hij aan dat deze krachten van het ene naar het andere materiaal konden worden overgebracht door deze te verbinden met een metalen draad. Hiervan afgeleid is het tegenwoordige begrip ‘elektrische stroom’. De twee soorten elektriciteit worden tegenwoordig positieve en negatieve lading genoemd.